# Национальный археологический музей Арубы
Национальный археологический музей Арубы — археологический музей и ведущий научно-исследовательский институт на острове Аруба. Фонды музея составляют около 10000 тысяч экспонатов.

## История
В 1980 году правительство острова начинает подбор подходящего места для размещения коллекций археологической важности. Изучив различного рода варианты, был составлен проект, согласно которому приобретались и реставрировались исторические здания в центре города Ораньестад. Эти сооружения были собственностью «семейства Ecury» и представляли собой целый комплекс, состоящий из группы одно-и двухэтажных исторических зданий, выполненных в стиле голландской колониальной архитектуры конца XIX—XX века. Общая площадь участка составляла около 1700 м². К 1981 году был создан археологический музей, целью которого было приобщения иностранных туристов к культурному наследию острова Арубы. В 1997 году правительством острова Аруба был приобретен этот комплекс зданий под реализацию проекта национального археологического музея. В 2004 году было подписано соглашение с Европейским фондом регионального развития о предоставлении финансовой помощи, благодаря чему уже в 2006 году начались строительные работы по возведению новых зданий под размещение композиций. Окончательный дизайн для размещения экспонатов выставки был завершен к ноябрю 2007 года, при финансовой поддержке Правительства Арубы и Союза культурных организаций (Union of Cultural Organizations (UNOCA)). В декабре 2007 были вручены ключи от нового здания и работники музей начали процесс перемещения на новое место. Торжественное открытие для посещения состоялось в июле 2009 года.

## Структура
В расположении Национального археологического музей Арубы находится приблизительно 500 м² для постоянной экспозиции. Благодаря современным технологиям и объектам осуществляется знакомство посетителей с историей и культурой острова, а также проводятся общественные программы, лекции, образовательные проекты, временные выставки и научные семинары.

### Музей
Национальный Археологический Музей Арубы включает в себя экспонаты, повествующие о 5000 летней истории индейской культуры. Целью экспозиций является воспитание и мотивация посетителей к изучению и сохранению культурного наследия Арубы. Состоит из конференц-зала, временных и постоянных выставочных галерей. Действуют государственные программы, согласно которым организовываются мероприятия для школьников и студентов. Департамент образования проводит тематические семинары, специальные и общественные мероприятия, встречи, лекции, презентации книг.

### Коллекции
В фондах музея находится более 10,000 экспонатов. Артефакты индейцев охватывают период Докерамической, Керамической и Историко-культурные периоды, и состоят из различных вещей. К ним относятся предметы из керамики, ракушки, камня, костей и стекла. Экспонаты отображают духовные ценности индейцев, а также большое количество артефактов, которые отображают культурные связи Арубы с Мексикой, странами Европы и центральной частью Южной Америки. Научные сотрудники археологического музея проводят раскопки, проводят мероприятия по сохранению культурного наследия, включая пещерные наскальные рисунки и надписи в парке Арикок.

### Галереи
Экспонаты расположены на площади около 520 м², которые, с помощью интерактивных цифровых технологий знакомят посетителей с культурным наследием Арубы. Они состоят из предметов быта, культурных и художественных ценностей древности и современного времени. Проводятся разного рода тематические выставки.